# 文化部文化資產園區
文化部文化資產園區（簡稱台中文資園區）是位於臺灣臺中市南區的文化園區，佔地5.6公頃。1914年創立的民營酒廠「赤司製酒場」為此地最初前身，1947年後轉為台中酒廠。2002年行政院文化建設委員會接收後，初期定位為文創園區，目前是台灣唯一公辦公營的文資園區，文化部文化資產局亦設於此。園區內的台灣日治時期歷史建築及製酒機具設備，是台灣酒廠工業遺址中保存最完整的廠區。

## 歷史

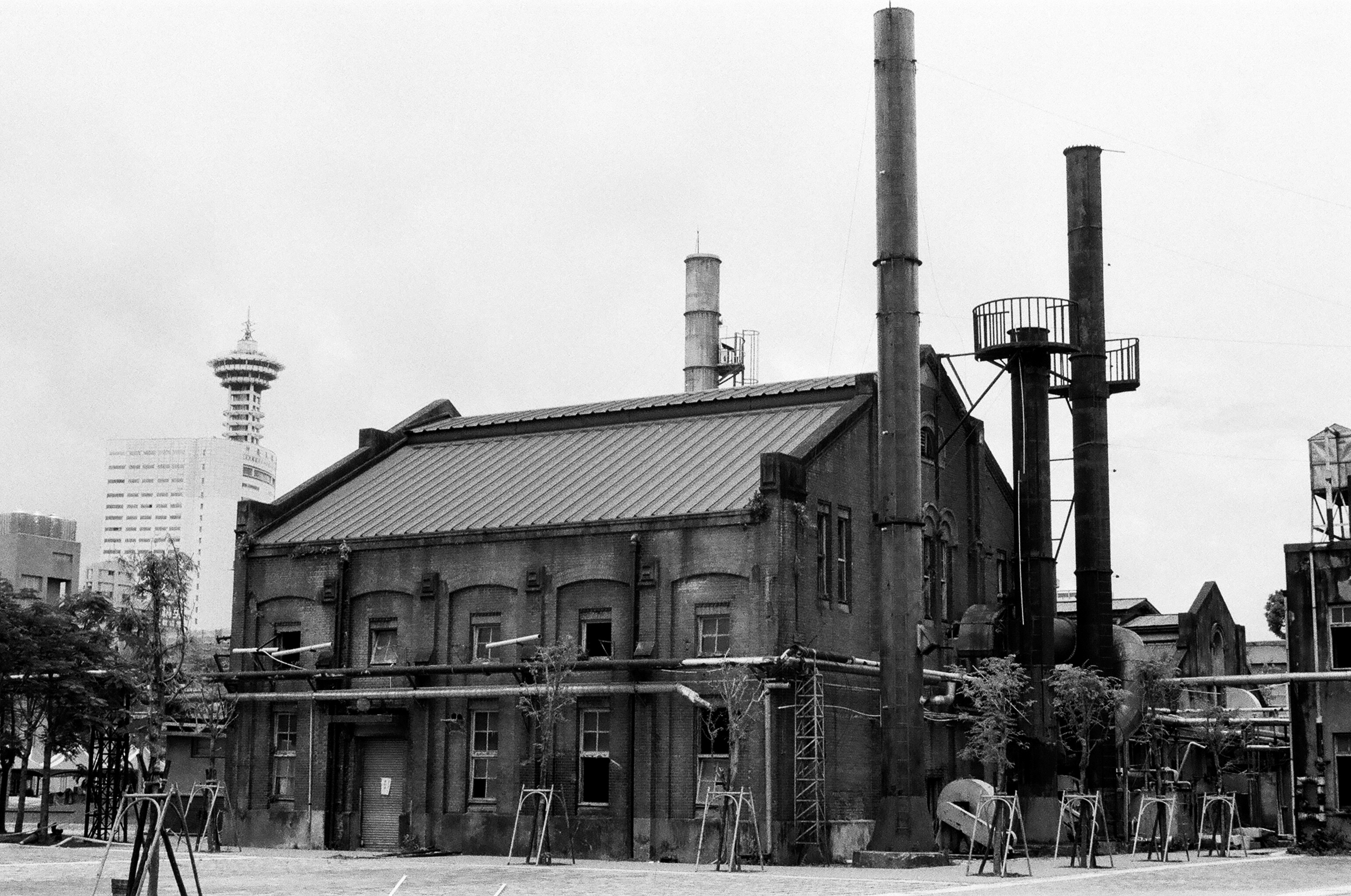
舊台中酒廠

- 1914年6月，日本商人赤司初太郎設立「赤司製酒場」。
- 1916年11月1日赤司初太郎籌設大正製酒株式會社後，赤司製酒場即更名為「大正製酒株式會社台中工場」。
- 1922年4月，臺灣總督府專賣局在台中市設置事務所；7月1日實施酒類專賣制度，徵收大正製酒台中工場；11月撤銷事務所、並且在工廠旁邊成立總督府專賣局台中支局，大正製酒台中工場正式成為「專賣局台中酒工廠」。[1]:2-5
- 1926年，「台中專賣支局」改稱「專賣局台中支局」。
- 1928年，產量成為當時全台最大的釀酒工場。
- 1945年中華民國政府接收台灣總督府轄區後，更名為「台灣省公賣第五酒廠」；廠區中央的松尾神社遭到破壞。
- 1947年，由台灣省菸酒公賣局接管。
- 1957年，更名為「台灣省菸酒公賣局台中酒廠」。
- 1998年，台中酒廠遷到台中工業區設廠，留下大片工業遺址與建築。
- 2002年7月，臺中市文化局將園區內16棟建築登錄為臺中市歷史建築，隨後財政部國有財產局將土地及建物所有權撥交行政院文化建設委員會（今文化部）。
- 2005年6月，文建會將園區轉型為「台灣建築、設計與藝術展演中心」（Taiwan Art, Design, and Architecture Center，簡稱TADA），並將新成立的文化資產總管理處籌備處（今文化部文化資產局）設址於此。
- 2009年，更名為「台中文化創意產業園區」。
- 2013年2月，臺灣菸酒公司重回舊台中酒廠（臺中文化創意產業園區），設置酒文化館及服務區。7月24日，酒文化館正式對外開放。
- 2016年7月16日，文化部文化資產局與國立臺中科技大學合作成立「1916文創工坊」。
- 2018年7月30日，再更名為「文化部文化資產園區」。[2]

## 空間

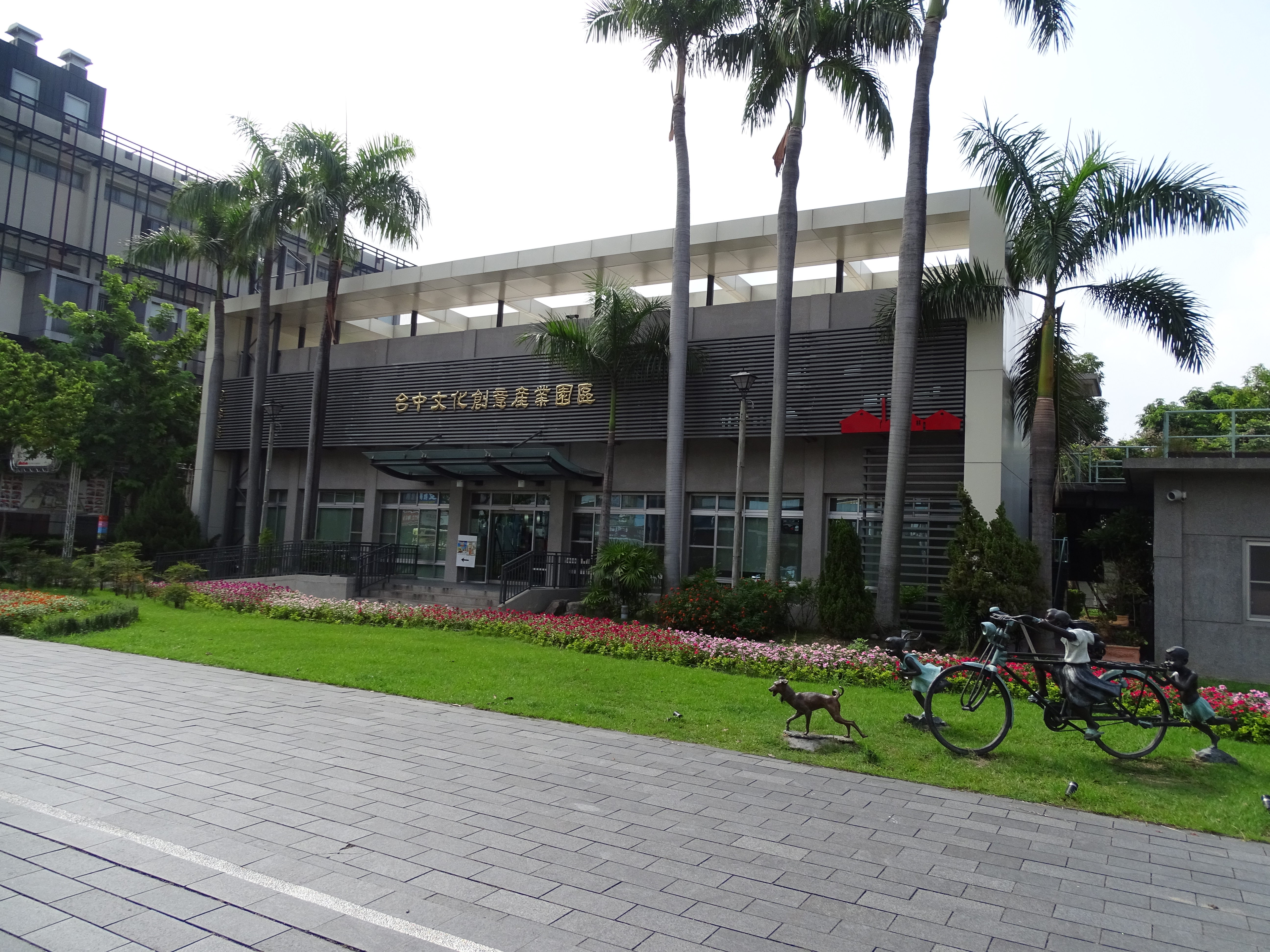
文化部文化資產局行政中心（原廠區辦公室）

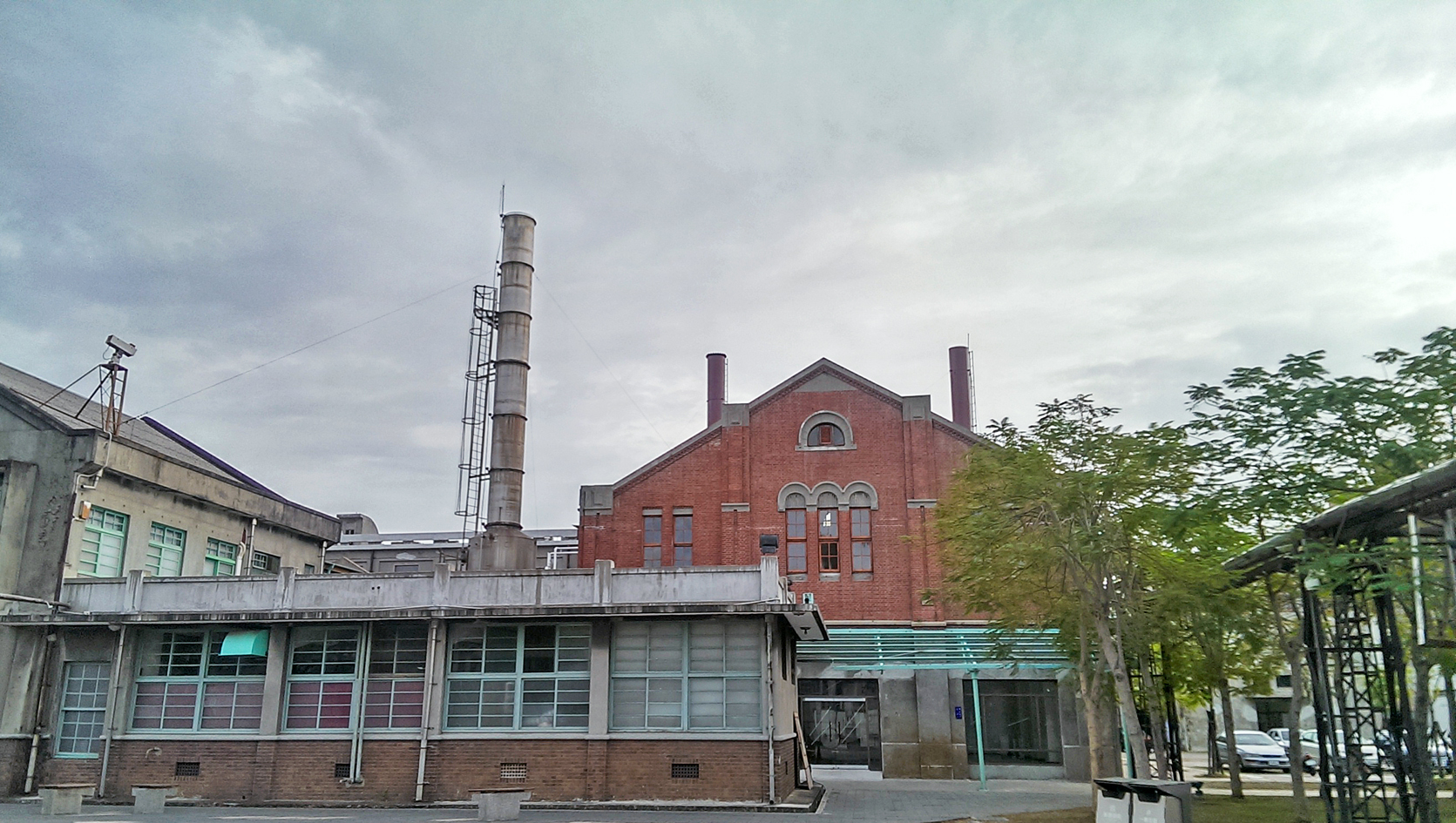
酒文化館區（原台中酒廠蒸餾工場）

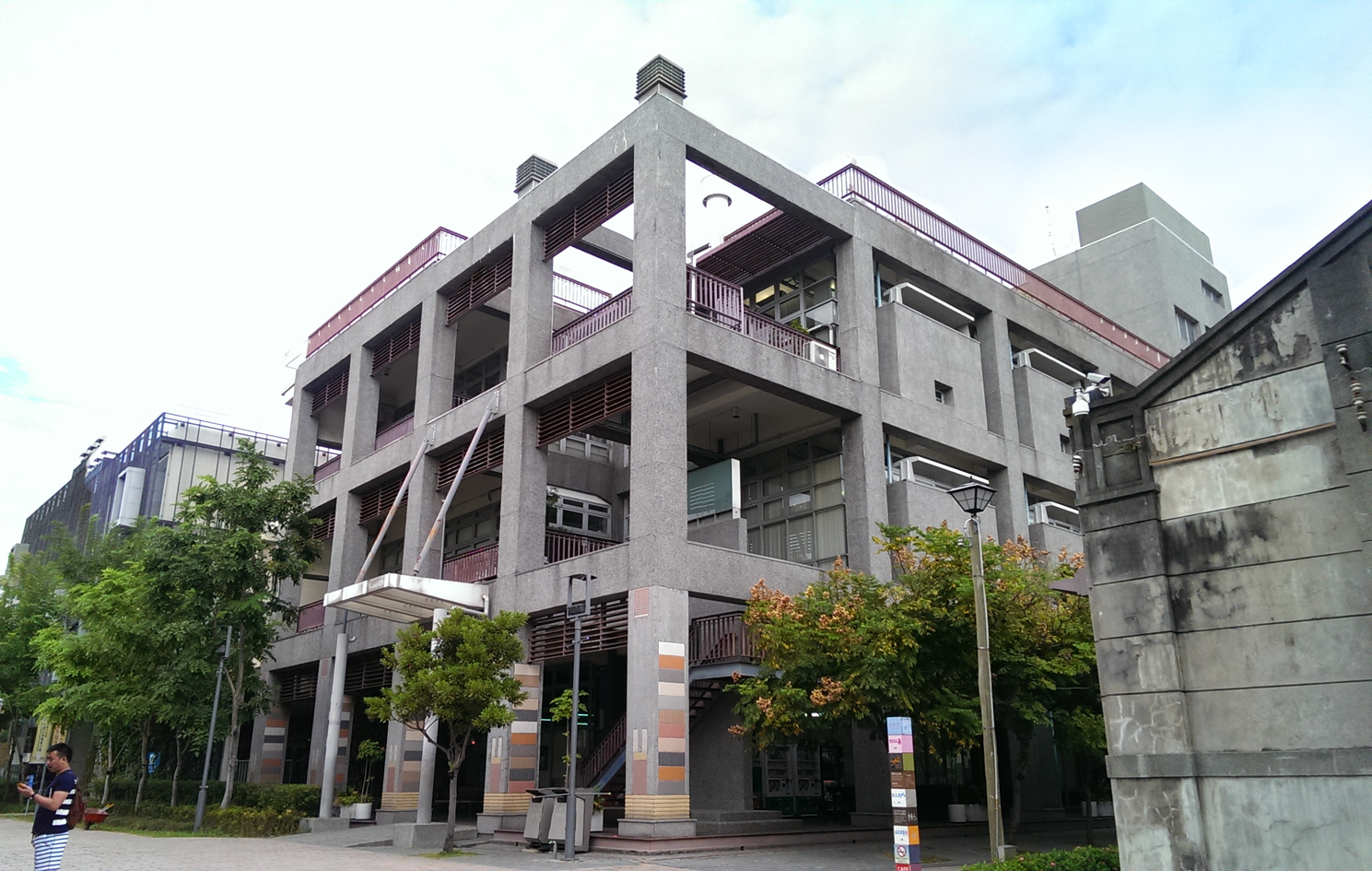
文化部文化資產局局本部大樓（原花雕酒儲酒庫）

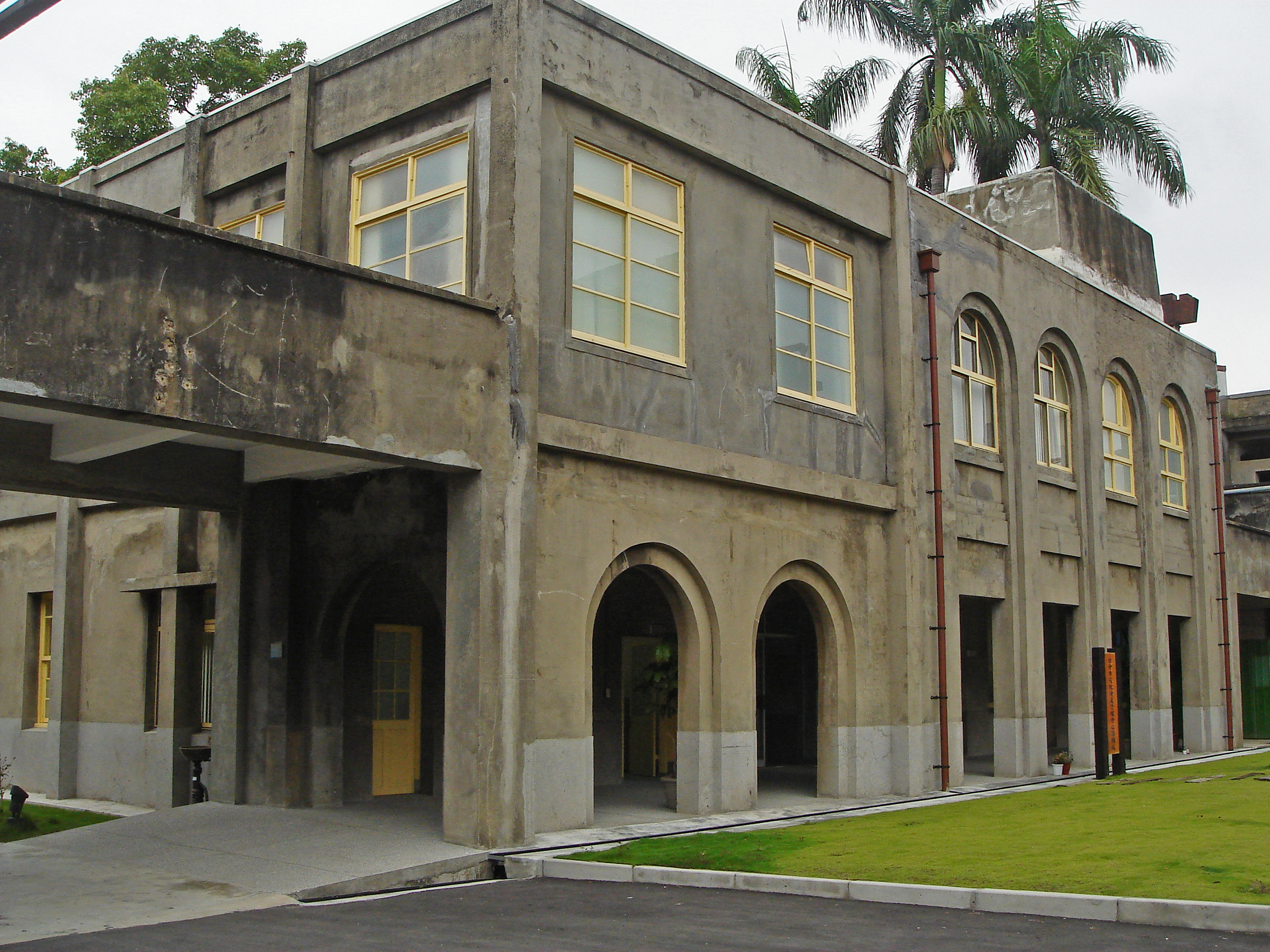
2020年前臺中市文化資產處駐在原試驗室建築內（R10）

### 建築
政府機構
- 文資局建物
  - 文化資產局大樓：建於1979年，原花雕酒儲酒庫，後整建為文資局大樓。
  - 文化資產局行政中心（思源樓）：戰後改建的廠區辦公室。
  - 文化資產局行政暨育成中心預定地：原址最初為專賣局台中支局廳舍，1971年改建為黃酒與花雕酒儲酒庫，未來將成為文化資產局行政暨育成中心。
  - 杜康草堂：為戰後建物，原酒廠警衛休息空間，目前為文資局會議室與貴賓室。
  - 建築設計藝術圖書館（渭水樓）：建於1970年為菸倉庫與大酒倉庫，2012年整建為文創圖書館。
  - R04建物：原酒廠洗瓶及裝瓶工廠，2015年1月完成增改建。
  - R10：建於1927年，原試驗室。

展場區域
- 酒文化館區：日治時期最初為封甕場及壓榨室，1912年改為花雕室與紹興酒工廠，戰後為蒸餾工場發酵室。
- 雅堂館：建於1925年－1927年，原米酒成品倉庫與半製品儲酒庫。
  - 求是書院：原調合澄清室，目前為會議、講座、研討會等多功能空間。
- 國際展演館：建於1925年－1931年，原黃酒與花雕酒原料倉庫，南邊為精米室與黃酒儲酒庫，現為園區挑高最高的展演空間。
- 藝文展覽館：建於1936年－1938年，原黃酒與花雕酒成品倉庫，為四棟連棟倉庫，分為A、B、CD四區，目前為拾藝術租用中。
- 願景館：原置瓶工廠，預計103年增建成為三棟建築。
- 衡道堂：建於1941年，原禮堂、食堂、供應部，屬小型展演空間。

文創產業空間
- TADA方舟：方舟音樂廚房，建於1939年，原八號（包裝材料）倉庫。
- 設計點 台中店：建於1935年，原煙草倉庫。
- 音樂排練室：原米酒原料米倉庫，現為山時作餐飲。
- 舞蹈排練室：建於1930年，原七號（菸草）倉庫，立面留有二戰美軍戰機機槍掃射之彈孔痕跡。
- 木工坊：原為煙草乾燥室（暫以簡易鋼棚保護建築），暫為台中文創產業園區專案小組的辦公室。

### 景觀空間
- 中央廣場：原為松尾神社與日式花園，可舉辦戶外活動的場地。
- 綠地廣場：原為籃球場。
- 文化資產大道：廠區主要道路。

## 交通
臺中市公車
- 台中客運：33、60、82延、101、100復興幹線
- 中鹿客運：105
- 中台灣客運:281、37路
- 四方客運：242
- 東南客運：285路

## 相關書籍
《台中酒廠專輯》（2001年2月，臺中市政府，ISBN 957-02-7884-6）

## 外部連結
- 文化部文化資產園區 （页面存档备份，存于）
- 臺灣菸酒股份有限公司-臺中酒廠 （页面存档备份，存于）
- 文化部文化資產園區的Facebook專頁